# Eucalyptus pilligaensis
Eucalyptus pilligaensis är en myrtenväxtart som beskrevs av Joseph Henry Maiden. Eucalyptus pilligaensis ingår i släktet Eucalyptus och familjen myrtenväxter. Inga underarter finns listade i Catalogue of Life.